# Sigtuna
Sigtuna ligger i Mellemsverige nær Stockholm, og havde i 2005 7.204 indbyggere.
På trods af byens ringe størrelse, har den tidligere haft en vigtig plads i svensk historie. Byen ligger i Roslagen ved Mälaren og giver navn til Sigtuna kommun (36.779 indbyggere) (Stockholms Län). Hovedbyen hedder Märsta.

## Historie
Erik Sejrsæl regnes traditionelt som Sigtunas grundlægger (980), og byens navn er nævnt i islandske sagaer. I 1010 giver Olof Skötkonung byen købstadspriviligier. Sigtuna blomstrede som både kongeby, handelsby og kirkeligt center i de næste 250 år. Den gamle kirke blev opført i d. 13. årh. af dominikanere. Klostret eksisterer stadig, og der findes flere kirkeruiner i byen.
Byen blev i 1187 plyndret af folk østfra,
formodentligt fra Estland eller Kurland. Efter dette angreb mistede byen sin betydning, da både handlen og magten flyttede til Uppsala, Stockholm, Kalmar og Visby. I sidste halvdel af 1900-tallet havde Sigtuna kun 600 indbyggere og var dermed Sveriges mindste by.
I dag ligger Sveriges største arbejdsplads, Stockholm-Arlanda Lufthavn, i kommunen. Det betyder at over 18 millioner mennesker årligt passerer gennem kommunen.

## Seværdigheder
På grund af sin historie er Sigtunas gamle bydel meget velbevaret, og byen er nu et meget populært turistmål.